# Cantonul La Bastide-de-Sérou
Cantonul La Bastide-de-Sérou este un canton din arondismentul Foix, departamentul Ariège, regiunea Midi-Pyrénées, Franța.

## Comune
- Aigues-Juntes
- Allières
- Alzen
- La Bastide-de-Sérou (reședință)
- Cadarcet
- Durban-sur-Arize
- Larbont
- Montagagne
- Montels
- Montseron
- Nescus
- Sentenac-de-Sérou
- Suzan